# Alexander R. Todd
Alexander Robertus Todd OM (Glasgow, 1907. október 2. – Oakington, 1997. január 10.) brit biokémikus. 1957-ben kémiai Nobel-díjban részesült a nukleotidokat és nukleotid-koenzimeket érintő kutatásaiért. 

## Tanulmányai
Alexander Todd 1907. október 2-án született Glasgowban Alexander Todd üzletember és felesége, Jane Lowrie második gyermekeként. Önéletrajzában Todd leírta, hogy csak elemi iskolát végzett szülei nagyon sokat dolgoztak azért, hogy az alsó középosztályi életszínvonalat elérhessék és gyerekeiket taníttathassák. Alexander 8-9 évesen kapott egy kémiakészletet, ez irányította érdeklődését a vegyészet felé. Az Allan Glen's School természettudományokra koncentráló középiskolát végezte el, majd utána közvetlenül (a javasolt egyéves előkészítő nélkül) felvették a Glasgow-i Egyetem kémia szakára. 1928-ban kitüntetéssel kapta meg BSc oklevelét (szakdolgozatának témája a foszfor-pentaklorid reakciója az etil-tartaráttal volt) majd kutatási ösztöndíjjal még egy évet maradt korábbi témavezetőjénél. Ezután Németországban a Frankfurti Egyetemen tanult, ahol 1931-ben doktori fokozatot szerzett (disszertációját az epesavakról írta).
Miután visszatért Angliába, az Oxfordi Egyetemen Robert Robinson munkatársa lett, aki adminisztratív problémák miatt csak a doktori programjába tudta felvenni, így Todd 1933-ra megszerezte második doktorátusát is. Itteni munkája a növények színanyagainak, az antociánoknak a szintézisét és bizonyos penészgombák piros színanyagát érintette.

## Pályafutása
1934-ben George Barger az Edinburgh-i Egyetem orvoskémiai professzora Robinson tanácsát kérte a B1 vitamin szerkezetének meghatározásában. Robinson Toddot ajánlotta a figyelmébe, aki Németországban megtanulta a mikrokémiai eljárásokat (akkoriban a vitaminnak csak néhány milligrammja állt rendelkezésre). Todd így 1936-ig Edinburgh-ban munkálkodott és kidolgozott egy módszert a B1-vitamin szintézisére. Bár amerikai és német kutatócsoportok megelőzték, az ő módszere elegánsabb volt és jobban használható az ipari alkalmazásra.
1936-tól a chelsea-i Lister Intézet munkatársa volt, majd egy évvel később a Londoni Egyetemen adott elő biokémiát. Ekkori kutatásai elsősorban az E-vitamint és a vadkender (Cannabis sativa) egyik hatóanyagát, a kannabinolt célozták. 1938-ban feleségével együtt az Egyesült Államokba látogatott, ahol felajánlottak neki egy állást a CalTech-en (California Institute of Technology). Amikor azonban visszatért Angliába, a Manchesteri Egyetem hívta meg kémiaprofesszorának és Todd inkább ezt választotta. Itt sikerült befejeznie az E-vitamin teljes szintézisét, és a kannabiszgyantából kivonta a tetrahidrokannabinolt. Utóbbiról feltételezte, hogy valamelyik izomerje okozza a pszichoaktív hatást (amit mások később be is bizonyítottak), de  ezt a kutatását félbe kellett hagynia a második világháború kitörése miatt.
A háború során Todd a kormány számára végzett kutatásokat, vegyi fegyverként alkalmazható anyagokat keresett. Kidolgozott egy hatékony módszert a szem-és orrirritáló gőzöket fejlesztő difenilamin-kloroarzin előállítására és elkezdték a mustárgázhoz hasonló hatású nitrogén-mustár gyártását is. Részt vett egy penicillin- és egy növényvédőszer-kutató csoport munkájában is. 

Az ATP szerkezete

1943 végén a Cambridge-i Egyetem felajánlott neki egy biokémiai katedrát, amit akkor elutasított, de a röviddel később elfogadta az újabb, szerveskémiai professzori ajánlatot a Chrost's College-ben. Később, 1963-1978 között ő volt a College vezetője is.
Nukleotiddokkal való munkáját még Manchesterben kezdte, de Cambridge-ben fejezte be. B-vitaminokkal való kísérletei irányították figyelmét ezekre az anyagokra, amelyek egy heterociklikus gyűrűből (purin vagy pirimidin), egy cukormolekulából és foszfátcsoportból állnak és a DNS-en és RNS-en kívül több vitamin és koenzim részét képezik. Toddnak sikerült kidolgoznia a szintézisük módszerét és kutatási eredményei hozzájárultak ahhoz, hogy néhány évvel később James Watson és Francis Crick felfedezte a DNS szerkezetét. 1949-re sikerült szintetizálnia az adenozint és a szervezet elsődleges energiaforrását, az adenozin-trifoszfátot. 1952-re készült el az anyagcserefolyamatokban fontos szerepet játszó koenzim, a flavin-adenin-dinukleotid (FAD) szintézisével. Együttműködött Dorothy Hodgkinnal a B12-vitamin szerkezetének meghatározásában és meghatározta egyes levéltetvek színanyagainak kémiai természetét.
1952-ben a brit kormány tudományos tanácsadó tanácsának elnöke lett és ezt a feladatot 1964-ig ellátta. 

## Díjai
Alexander Todd 1957-ben kémiai Nobel-díjban részesült a nukleotidokat és nukleotid-koenzimeket érintő kutatásaiért. Ezenkívül számos más elismerésben részesült, 1949-ben megkapta a Davy-érmet, 1955-ben a Royal Society Royal-érmét, 1963-ban a Zürichi Egyetem Paul Karrer-érmét, 1970-ben a Copley-érmet, 1977-ben az Order of Merit-et, 1978-ban pedig a Szovjet Tudományos Akadémia Lomonoszov-aranyérmét.
A brit kormánynak nyújtott szolgálataiért II. Erzsébet királynő 1954-ben lovaggá ütötte, 1962-ben pedig élethosszig tartó nemesi címet adott neki, így Lord Todd, Trumpington bárója lett. 1942-től tagja volt a Royal Society-nek (melynek 1975 és 1980 között az elnöki tisztét is ellátta), 1955-től pedig az Amerikai Tudományos Akadémiának.

## Családja
Todd edinburgh-i tartózkodása alatt ismerkedett meg a Nobel-díjas Henry Dale lányával, Alison Dale-lel. 1937 januárjában házasodtak össze. 1939-ben született fiuk, Alexander, 1941-ben első lányuk Helen, 1945-ben pedig második lányuk, Hilary.
Alexander Todd 1997. január 10-én halt meg szívroham következtében, 89 évesen.